# Riserva naturale della Garzaia di Villarboit
La riserva naturale speciale della Garzaia di Villarboit è un'area naturale protetta della regione Piemonte istituita nel 1978 e tutelata dall'Ente di gestione delle aree protette del Ticino e del Lago Maggiore.

## Territorio
Si trova nel comune di Villarboit nella provincia di Vercelli. Ha una superficie di circa 10 ettari
Rispetto al parco naturale delle Lame del Sesia si trova in una posizione più distaccata ad ovest. È costituita da una parte coltivata a riso e pioppeti e da una boschiva.
Il suolo della garzaia è da considerarsi di tipo "baraggivo", ossia poco fertile, argilloso, di colorazione rossastra per la presenza di ossidi e idrossidi di ferro.

## Flora
La riserva naturale della Garzaia di Villerboit è caratterizzata da un'area naturale e da una piccola area coltivata.
La zona boschiva è costituita principalmente da piante cedue, quali la robinia, l'olmo campestre (Ulmus minor) e l'ontano nero (Alnus glutinosa). Altre specie arboree presenti sono il carpino, il ciliegio selvatico (Prunus avium), il pioppo tremulo (Populus tremula) e il cerro (Quercus cerris).
È molto sviluppato il sottobosco che è formato da robinia, nocciolo (Corylus avellana) e sambuco.

## Fauna
Sono diverse le specie di ardeidi che vengono a nidificare nella garzaia e sono la garzetta (Egretta garzetta), la nitticora (Nycticorax nycticorax) e la sgarza ciuffetto (Ardeola ralloides). Questi uccelli trovano ottimale nidificare in questa riserva per la vicinanza del torrente Marchiazza e delle risaie circostanti per la loro alimentazione. Il massimo dei nidi presenti nella garzaia si ebbe nel 1974 quando se ne contarono 300, poi dall'anno successivo diminuirono a causa probabilmente di azioni di disturbo.
Oltre alle ardeidi, si possono osservare anche il gufo comune (Asio otus) e lo sparviero (Accipiter nisus).

## Accessi
Arrivando da Vercelli si prende la SS230 percorrendola per un breve tratto e si prosegue per Villerboit sulla SP95.

## Attività
Tra le attività e i servizi ci sono il museo ornitologico, il percorso botanico guidato, i capanni d'osservazione e l'attività didattica.